# 青森県交通安全協会
一般財団法人青森県交通安全協会（あおもりけんこうつうあんぜんきょうかい）は、青森県内の地区交通安全協会を統括する交通安全協会。元青森県知事所管の財団法人。

## 概要
青森県内の地区交通安全協会を統括する交通安全協会で、青森県内での季節単位で開催する交通安全運動をはじめ、自動車・自動二輪車の運転免許更新の伝達・更新事務、申請書や収入証紙の委託販売業務、自転車などに貼る反射シールや車輪のスポークに貼る反射材などの交通安全グッズの頒布、交通安全功労者の表彰及び国や全国法人への表彰推薦などを事業としている。

### 主な役員
- 会長 栁谷章二
- 副会長 沼田廣
- 副会長 小山三千雄
- 副会長 速水悦子

## 下部組織
- 青森地区
- 八戸地区
- 弘前地区
- 五所川原地区
- 十和田地区
- 黒石地区
- 三沢地区
- むつ地区
- 野辺地地区
- つがる地区
- 三戸地区
- 鰺ヶ沢地区
- 青森南地区
- 七戸地区
- 外ヶ浜地区
- 五戸地区
- 板柳地区
- 大間地区
- 平内地区